# 豊島明
豊島 明（とよしま あきら、1979年9月3日 - ）は、神奈川県横浜市出身のフットサル選手。現フットサル指導者。ポジションはアラ、フィクソ。元フットサル日本代表。

## 来歴
神奈川県横浜市生まれ。小学4年生にサッカーを始め、中学2年生で横浜F・マリノスジュニアユースに入団。高校では横浜F・マリノスユースに所属し、Jリーガーを目指すもトップチームへの昇格はならず、Jリーグチームのテストを受けながら19歳でブラジルに渡りクルゼイロECに合格する。しかし、ビザ取得などの問題によって半年間だけの挑戦に終わり帰国。その後、再びプロサッカー選手を目指す傍ら、練習の一環としてフットサルチームにも関わるようになる。そのことが転機となり、21歳の時にフットサル一本で勝負していくことを決意した。
2000年より湘南ベルマーレフットサルクラブの前身であるP.S.T.C.LONDRINAで中心選手として活躍、2003年第8回全日本フットサル選手権大会 では優勝。2004年にはBANFF東北に期限付き移籍し、第9回全日本フットサル選手権大会においても優勝、個人での大会連覇を飾る。
2006年、日本初のプロチームとして発足した大洋薬品/BANNF（現・名古屋オーシャンズ）に加わり、2007年1月に第12回全日本フットサル選手権大会で優勝し、2月には東海フットサルリーグで優勝、そして翌月には第7回FUTSAL地域チャンピオンズリーグで優勝し、設立初年度での国内3冠に貢献した。さらに、2006年にはフットサル日本代表にも初めて選出され、2006 AFCフットサル選手権では日本初のアジア王者に輝いた。
Fリーグ開幕の2007年には湘南ベルマーレフットサルクラブへ移籍。初代キャプテンとして5シーズンを戦い、クラブの象徴として活躍した。2011年、Ｆリーグ第15節バルドラール浦安戦において、クラブ史上初のFリーグ通算100試合出場を達成。
2011/12シーズン終了後、「ミスター湘南」として惜しまれつつ、現役引退。引退して間もなく、フェニックス横浜の監督に就任。2015年、Fリーグに加盟していたアグレミーナ浜松のトップチームコーチに、2017年にはトップチームの監督に就任し、2017/2018シーズンはクラブ史上最高の8位でリーグ戦を終えた。そして、トップカテゴリーを4年間、アンダーカテゴリーを3年間の計7年間をアグレミーナ浜松に従事した。2021年にはU-20フットサル日本代表アシスタントコーチとしてトレーニングキャンプに帯同。2022年にはフットサル静岡県選抜U-18・U-23の監督として若い世代の選手育成にも携わった。2023/2024シーズンより、2022/23年シーズンを無敗でFリーグディビジョン2（F2）を優勝し、悲願のFリーグディビジョン1（F1）昇格を果たしたSHINAGAWA CITY FUTSAL CLUBのトップチームコーチ（アカデミーダイレクター・栃木シティフットサルクラブ監督・しながわシティU18監督も兼任）に就任することとなった。

## エピソード
- フットボールカルチャーブランド「LUZ e SOMBRA」とのつながりが深く、直営店『LUZ CULTURE SHOP』店長として働いていた[2]。
- 2012年にはLUZ e SOMBRA主催の「FUTEBOLiSTA天下一武道会」において、 藤井健太・難破田治の元フットサル日本代表メンバーで構成された「Team GOKU」で優勝している[9]。

## 所属クラブ
サッカー歴
- 1993年 - 1995年 横浜F・マリノスジュニアユース
- 1995年 - 1998年 横浜F・マリノスユース
- 1998年 - 1999年   Cruzeiro Esporte Clube  ジュニオール
- 1999年 - 2001年  Y.S.C.C.横浜

フットサル歴
- 1999年 - 2000年  esporte藤沢
- 2000年 - 2003年  P.S.T.C.LONDRINA
- 2003年 - 2004年  CASCAVEL・PARANA
- 2004年 - 2004年  BANFF東北
- 2004年 - 2006年  P.S.T.C.LONDRINA
- 2006年 - 2007年  大洋薬品／BANFF（現名古屋オーシャンズ）
- 2007年 - 2012年  湘南ベルマーレ（Fリーグ）

## タイトル
選手
- 2003年 第8回全日本フットサル選手権大会 優勝 : P.S.T.C.LONDRINA
- 2003年 ブラジルパラナ州リーグ優勝 : CASCAVEL・PARANA
- 2004年 第9回全日本フットサル選手権大会 優勝 : BANFF東北
- 2006年度 東海フットサルリーグ 優勝 : 大洋薬品／BANFF
- 2007年 第12回全日本フットサル選手権大会 優勝 : 大洋薬品／BANFF
- 2007年 第7回FUTSAL地域チャンピオンズリーグ 優勝 : 大洋薬品／BANFF
- 2010年 第15回全日本フットサル選手権大会 準優勝 : 湘南ベルマーレフットサルクラブ

指導者
- 2019年 JFA第8回全日本U-18フットサル選手権大会 静岡県大会 優勝: アグレミーナ浜松U-18
- 2021年 JFA第8回全日本U-18フットサル選手権大会 東海地域大会 3位: アグレミーナ浜松U-18

## 代表歴
- 2006年 AFCフットサル選手権 優勝
- 2008年 AFCフットサル選手権 第3位

## 指導者歴
- 2012年 - 2015年 フェニックス横浜 監督
- 2012年 - 2013年 フットサル神奈川県選抜 コーチ
- 2015年 アグレミーナ浜松 コーチ
- 2016年 アグレミーナ浜松 サテライト監督
- 2017年 - 2019年 アグレミーナ浜松 監督
- 2019年 - 2022年 アグレミーナ浜松 U-18監督

- 2021年 U-20フットサル日本代表 アシスタントコーチ[10]
- 2022年 フットサル静岡県選抜U-18・U-23 監督
- 2023年 SHINAGAWA CITY FUTSAL CLUB トップチームコーチ・アカデミーダイレクター・U-18監督 (栃木シティフットサルクラブ監督兼任)[8]
- JFA  U-18フットサルトレセンコーチ

## 個人成績
| 国内大会個人成績 | 国内大会個人成績 | 国内大会個人成績 | 国内大会個人成績 | 国内大会個人成績               | 国内大会個人成績 | 国内大会個人成績      | 国内大会個人成績      | 国内大会個人成績 | 国内大会個人成績 | 国内大会個人成績 | 国内大会個人成績 |
| 年度             | クラブ           | 背番号           | リーグ           | リーグ戦                       | リーグ戦         | リーグ杯              | リーグ杯              | オープン杯       | オープン杯       | 期間通算         | 期間通算         |
| 年度             | クラブ           | 背番号           | リーグ           | 出場                           | 得点             | 出場                  | 得点                  | 出場             | 得点             | 出場             | 得点             |
| 日本             | 日本             | 日本             | 日本             | リーグ戦                       | リーグ戦         | オーシャン アリーナ杯 | オーシャン アリーナ杯 | 全日本選手権     | 全日本選手権     | 期間通算         | 期間通算         |
| ---------------- | ---------------- | ---------------- | ---------------- | ------------------------------ | ---------------- | --------------------- | --------------------- | ---------------- | ---------------- | ---------------- | ---------------- |
| 2007-08          | 湘南             | 10               | Fリーグ          |                                |                  | -                     | -                     |                  |                  |                  |                  |
| 2008-09          | 湘南             | 10               | Fリーグ          |                                |                  |                       |                       |                  |                  |                  |                  |
| 2009-10          | 湘南             | 10               | Fリーグ          |                                |                  |                       |                       |                  |                  |                  |                  |
| 2010-11          | 湘南             | 10               | Fリーグ          |                                |                  |                       |                       |                  |                  |                  |                  |
| 2011-12          | 湘南             | 10               | Fリーグ          | 19                             | 2                | 1                     | 0                     | 4                | 0                | 24               |                  |
| 通算             | 日本             | 日本             | Fリーグ          | \|\|\|\|\|\|\|\|\|\|\|\|\|\|   |                  |                       |                       |                  |                  |                  |                  |
| 総通算           | 総通算           | 総通算           | 総通算           | \|\|\|\|\|\|\|\|\|\|\|\|\|\|\| |                  |                       |                       |                  |                  |                  |                  |